# جوفتا بورون شودي (قصيدة)
جوفتا بورون شودي أو قالت أَخَرَجْتَ هي قصيدة غزل مكونة من سبعة أبيات للشاعر الفارسي حافظ في القرن الرابع عشر. وهي رقم 406 في مجموعة غزليات حافظ، المُرتبة أبجديًّا حسب القافية، في طبعة محمد القزويني وقاسم الغني (1941م). القصيدة مثيرة للاهتمام بسبب محتواها الصوفي وبعض الصعوبات في تفسيرها. وقد قُورنَت بقصيدة "مزرعة سبز فلك" الأكثر شهرة بسبب تشابه موضوعاتها، والضوء الذي قد تلقيه على تلك القصيدة.
في بداية القصيدة، ينتقد المتحدث (الذي لم يُوضح شخصه صراحةً) لحافظ بشدة لأنه "خرج" للنظر إلى الهلال الجديد. ويبدو لاحقًا أن هذا الفعل يعادل التخلي عن طريق الحب الصوفي لصالح العقل. وفي النصف الثاني من القصيدة، يُحث حافظ على البقاء مخلصًا للطريق والاستماع إلى نصيحة شيخ روحاني من ديانة أخرى.

## البحر الشعري
البحر المُستخدم هو البحر المضارع، وهو شائع نسبيًا في الشعر الغنائي الفارسي. في نظام إلول ستون يُصنف على أنه 4.7.14. وقد وُجد في 75 (14%) قصيدة لحافظ البالغ عددها 530 قصيدة. في النمط أدناه، يمثل - مقطعًا طويلًا، وش مقطعًا قصيرًا:
– – | ش – ش – | ش – – | ش – ش –

## القصيدة
1
گفتا برون شدی به تماشای ماه نو
از ماه ابروان منت شرم باد رو
قال: لقد خرجتم إلى منظر الهلال؛
إنه قمر حاجبي الذي يجب أن تخجل منه! يذهب!
2
عمریست تا دلت ز اسیران زلف ماست
غافل ز حفظ جانب یاران خود مشو
لقد كان قلبك طيلة حياتنا أحد أسرى شعرنا.
لا تكن مهملاً في حماية جانب أصدقائك!
3
مفروش عطر عقل به هندوی زلف ما
کان جا هزار نافه مشکین به نیم جو
لا تبيعوا عطر العقل بسواد شعرنا!
فهناك ألف قرن مسك يباع بنصف ثمن حبة شعير!
4
تخم وفا و مهر در این کهنه کشته زار
آن گه عیان شود که بود موسم درو
بذرة الإخلاص والحب في هذا المكان القديم
يصبح واضحا عندما يأتي موسم الحصاد.
5
ساقی بیار باده که رمزی بگویمت
از سر اختران کهن سیر و ماه نو
يا صانع النبيذ، أحضر النبيذ حتى أتمكن من إخبارك بسر
من سر النجوم المتجولة القديمة والقمر الجديد.
6
شکل هلال هر سر مه می‌دهد نشان
از افسر سیامک و ترک کلاه زو
شكل الهلال في بداية كل شهر يعطي إشارة
من تاج سيامك وخوذة زاف.
7
حافظ جناب پیر مغان مامن وفاست
درس حدیث عشق بر او خوان و ز او شنو
حافظ، جانب شيخ المجوس هو ملجأ الإخلاص.
تلاوة العبرة من قصة الحب عليه واستمع منه.

## قراءة إضافية
- بشيري، إيراج (1979). "حافظ والغزل الصوفي" . دراسات في الإسلام ، المجلد 16، العدد 1.
- بيل، جيرترود لوثيان (1897). قصائد من ديوان حافظ .
- كلارك، هـ. ويلبرفورس (1891). ديوان الحافظ المجلد الثاني . ص. 790.
- لويس، فرانكلين (2002، تم التحديث في عام 2012). "حافظ الثامن. حافظ ورندي". الموسوعة الإيرانية على الإنترنت .
- كيلر، أنابيل (2009). "الميبودي، أبو الفضل رشيد الدين" . الموسوعة الإيرانية على الإنترنت .
- شيميل، آن ماري (1975). الأبعاد الصوفية للإسلام . مطبعة جامعة كارولينا الشمالية.

## روابط خارجية
- النص الفارسي لغزل 406 مع تلاوة سهيل قاسمي.
- تلاوة علي الموسوي القرمودي . هنا أيضا.